# Sit Gerarda
Sit Gerarda (Juncus gerardi) – gatunek rośliny z rodziny sitowatych. Zasięg obejmuje całą Europę, północną Afrykę, zachodnią i środkową Azję, Amerykę Północną po południowe USA. Zawleczony został także na Australię i Nową Zelandię. W Polsce jest gatunkiem rzadkim; rośnie głównie na wybrzeżu.

## Morfologia

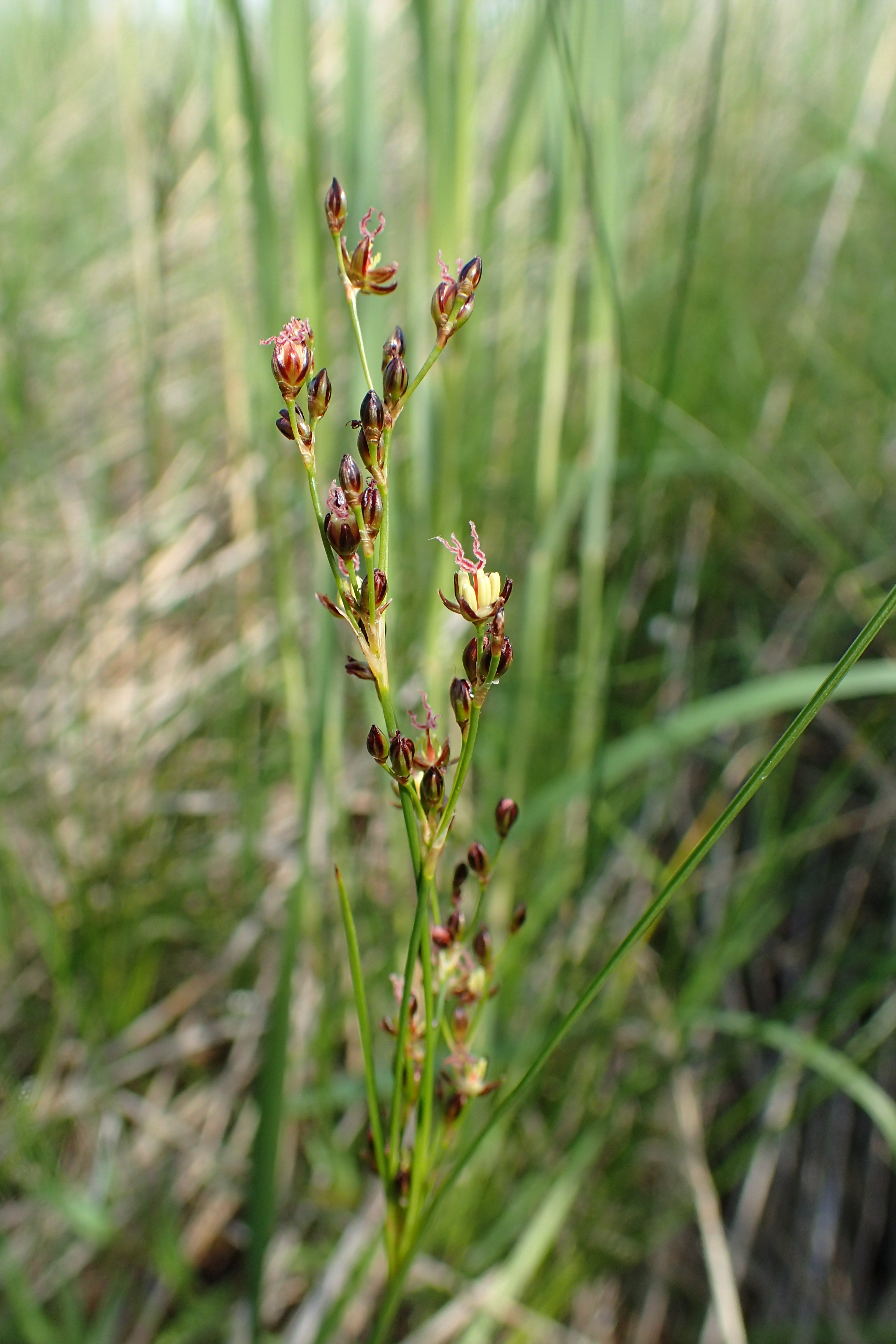
Kwiatostan

ŁodygaSpłaszczona, do 30 cm wysokości, z jednym kolankiem i jednym liściem.
LiścieDo 1 mm szerokości.
KwiatyDo 4 mm długości, zebrane w szczytową, rozpierzchłą rozrzutkę. Pylnik 3 razy dłuższy od nitki pręcika. Szyjka słupka długości zalążni. Podsadka krótsza od kwiatostanu. Działki kielicha jednakowe, tępe, rdzawe, zielone na grzbiecie.
OwocEliptyczna torebka długości działek.

## Biologia i ekologia
Bylina, hemikryptofit, halofit. Rośnie na solniskach. Kwitnie od czerwca do sierpnia. Gatunek charakterystyczny związku Armerion maritimae i zespołów: Juncetum gerardi oraz Triglochino-Glaucetum maritimae. Liczba chromosomów 2n = około 80-84.

## Zmienność
Gatunek zróżnicowany na trzy podgatunki:
- Juncus gerardii subsp. atrofuscus (Rupr.) Printz – północna Europa
- Juncus gerardii subsp. gerardii – cały zasięg gatunku
- Juncus gerardii subsp. montanus Snogerup – Maroko i Hiszpania

## Zagrożenia i ochrona
Roślina umieszczona na Czerwonej liście roślin i grzybów Polski (2006, 2016) w grupie gatunków narażonych na wyginięcie (kategoria zagrożenia VU).